# Stejaru (okręg Bacău)
Stejaru – wieś w Rumunii, w okręgu Bacău, w gminie Scorțeni. W 2011 roku liczyła 86 mieszkańców.